# Le Fantôme du roi
Le Fantôme du roi (titre original : Ghost King), est un roman de fantasy de David Gemmell paru en 1988 en anglais et en 2011 en français (traduction de Leslie Damant-Jeandel pour les éditions Bragelonne).
Ce livre appartient au diptyque des Pierres de pouvoir, qui lui-même appartient au cycle Histoires des Sipstrassi.
Tome 1 : Le Fantôme du roi

Tome 2 : La Dernière Épée de pouvoir
L'histoire se déroule sur Terre durant le Haut Moyen Âge. L’Angleterre doit affronter l’Esprit du Chaos appelé Wotan par les envahisseurs anglo-saxons.

## Résumé
Le roi des Britons a été assassiné et l’Épée de pouvoir a disparu. Le pays est mis à feu et à sang par les envahisseurs Angles, Jutes, Saxons et Brigantes, menés par un seigneur mort-vivant et guidés par la Reine Sorcière.
Les derniers espoirs des Britons reposent sur le jeune Thuro. Mais avant d’affronter les séides de la Reine Sorcière, il doit se préparer sous la direction du guerrier Culain.

## Personnages
- Alhyffa, fille d'Hengist, épouse de Moret
- Baldric, guerrier de Pinrae
- Cael, fils d'Eldared, roi des Brigantes
- Culain Lach Feragh, Guerrier des Brumes, connu également sous le nom du Seigneur de la Lance. Maître dans le maniement des armes
- Eldared,roi des Brigantes et seigneur du château de Deicester. A trahi son frère Cascioc vingt ans plus tôt pour soutenir Aurelius dans son accession au trône
- Gwalchmai,serviteur du roi. Membre de la tribu cantiaci
- Goroein, la Reine Sorcière, immortelle et sans pitié
- Hengist, roi saxon, père du seigneur de guerre Horsa
- Korrin Rogeur, habitant des bois de Pinrae, Frère de Pallin
- Laitha, pupille de Culain
- Lucius Aquila, général des forces britto-romaines
- Maedhlyn, seigneur Enchanteur d'Aurelius
- Moret, fils d'Eldared
- Pallin, mi-homme, mi-ours, torturé par la Reine Sorcière
- Prasamaccus, membre de la tribu brigante
- Severinus Albinus, légionnaire romain de la Neuvième Légion
- Thuro, fils du Grand Roi Aurelius Maximus et d'Alaida, la jeune fille des Brumes
- Victorinus, serviteur du roi et premier centurion

## Commentaires
- Le personnage de Pendarric, empereur d'Atlantis, apparaît aussi dans la trilogie Jon Shannow.
- Le personnage d’Aristote apparaît aussi dans le diptyque du Lion de Macédoine.
- Pendarric accueille Maedhlyn en lui énumérant ses noms dont notamment Taliesin, le druide du Faucon Eternel